# Ilex guayusa
Ilex guayusa är en järneksväxtart som beskrevs av Ludwig Eduard Loesener. Ilex guayusa ingår i släktet järnekar, och familjen järneksväxter. Inga underarter finns listade i Catalogue of Life.

## Bildgalleri

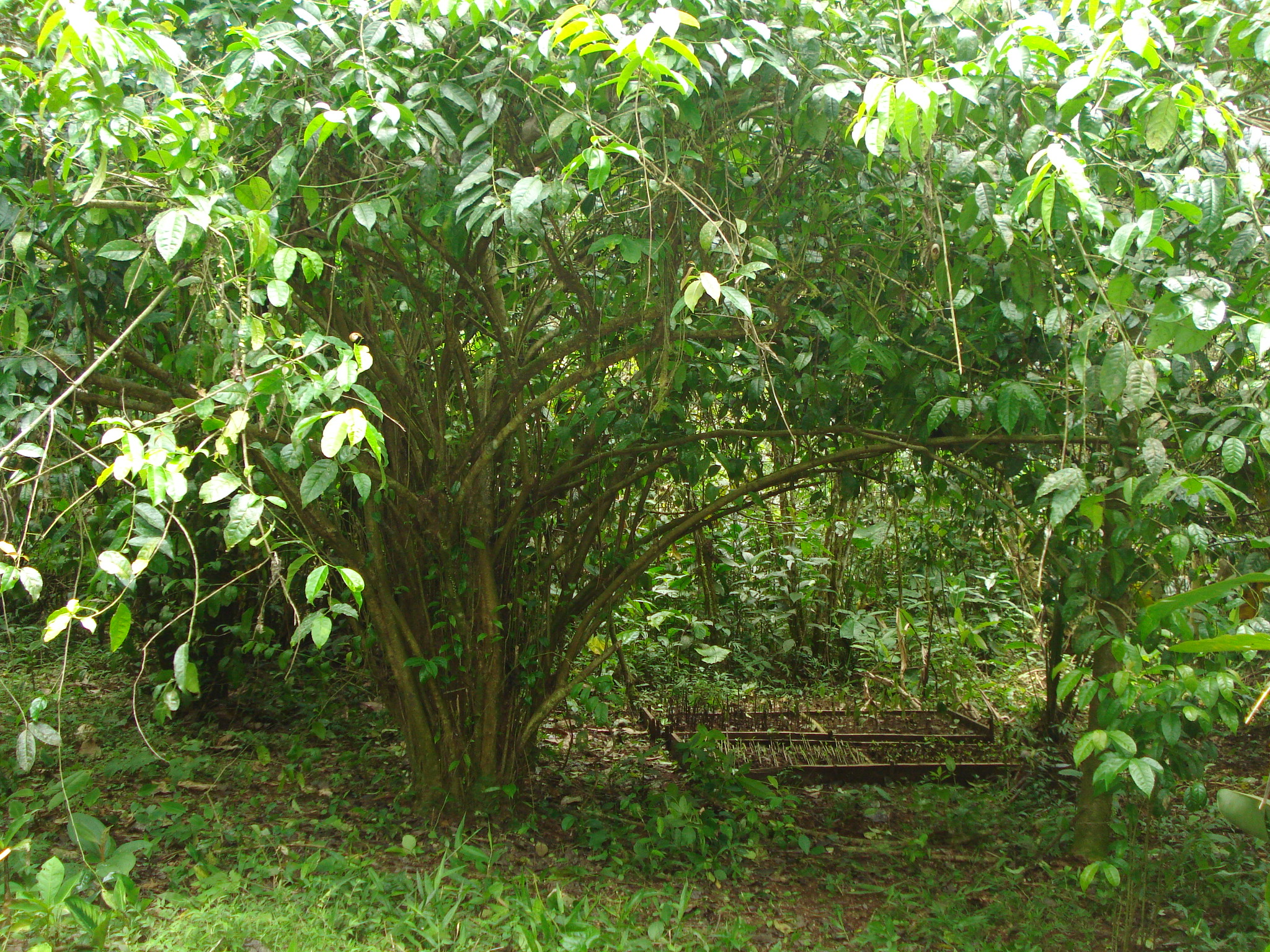
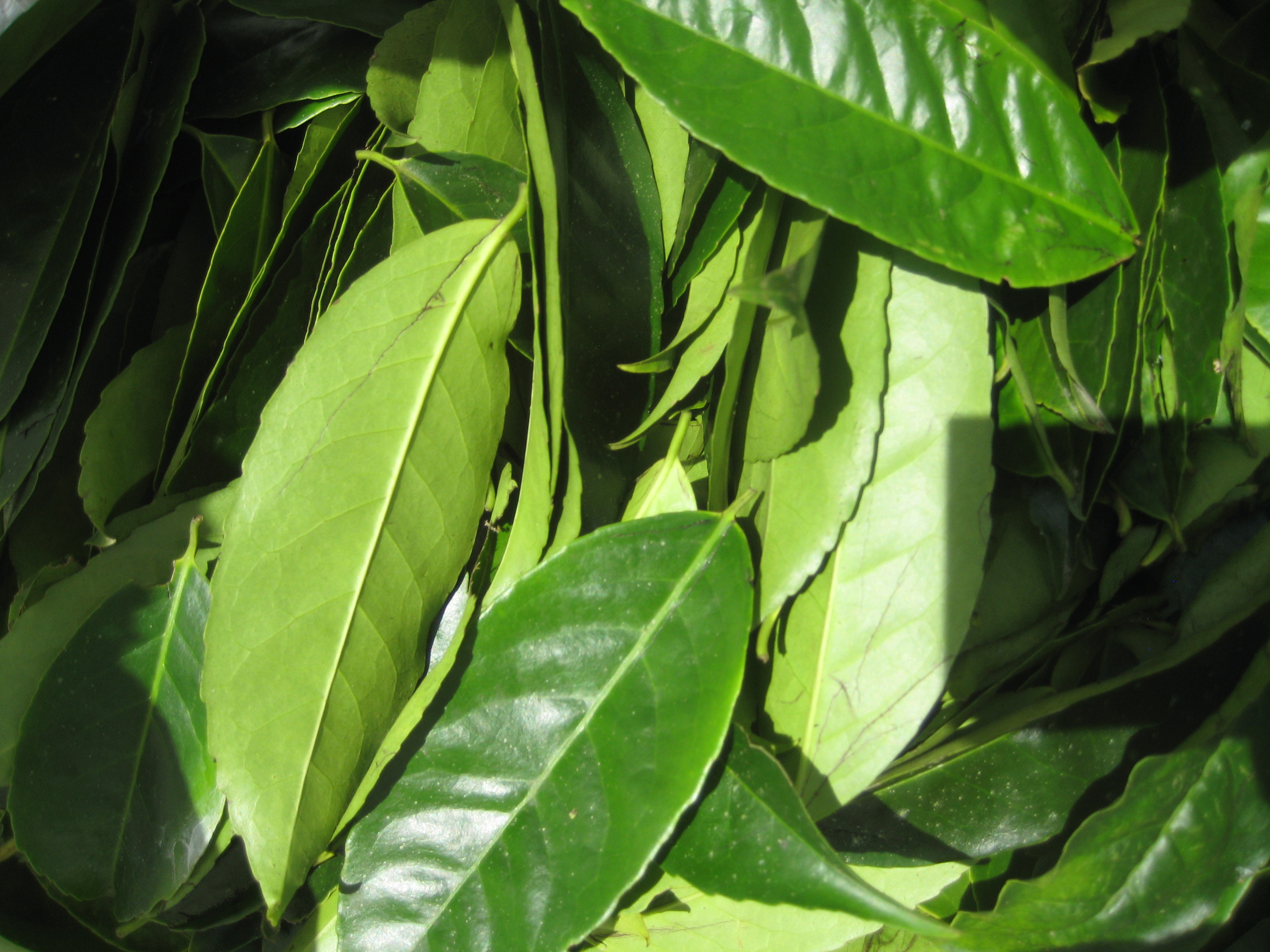
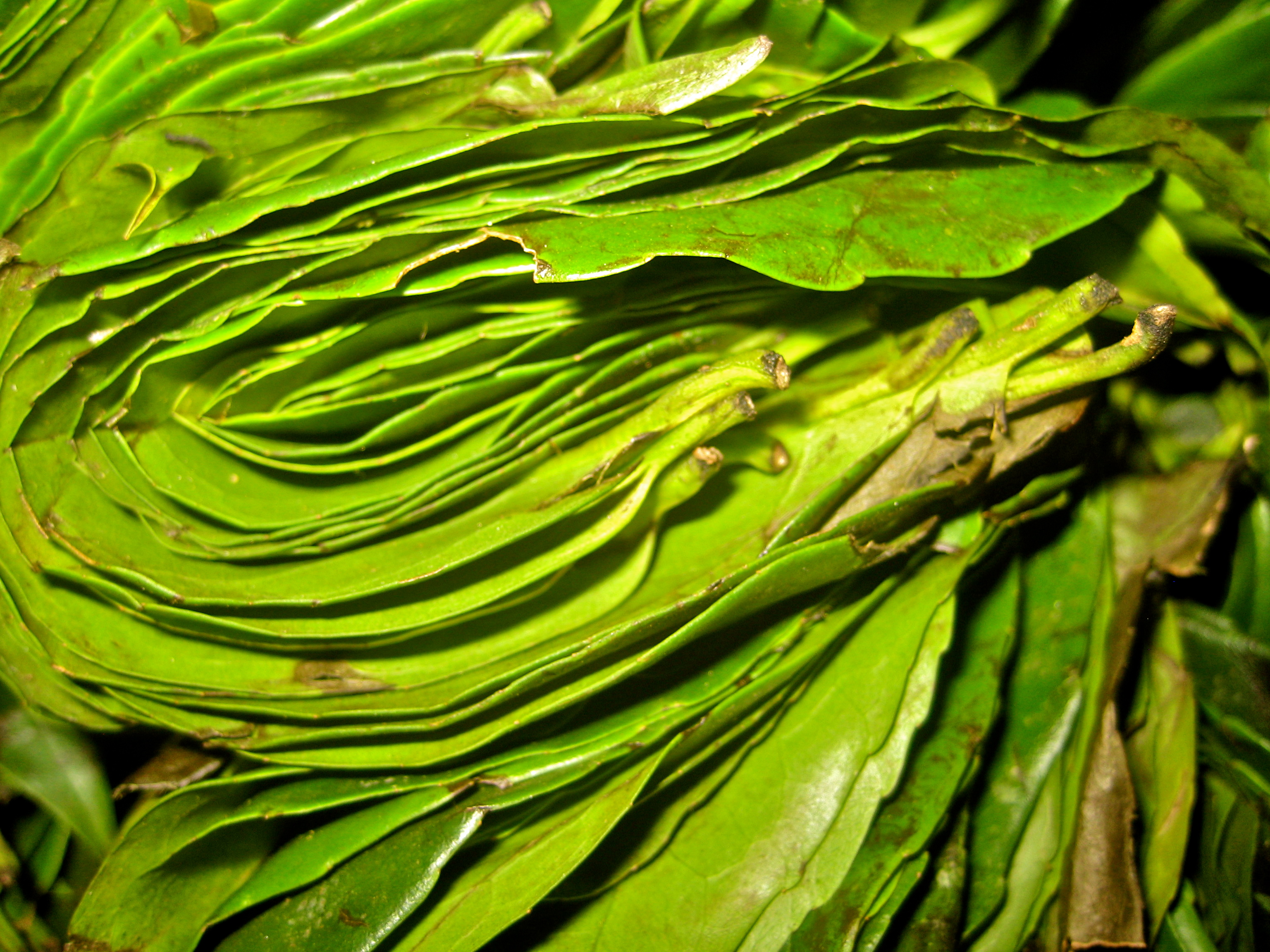
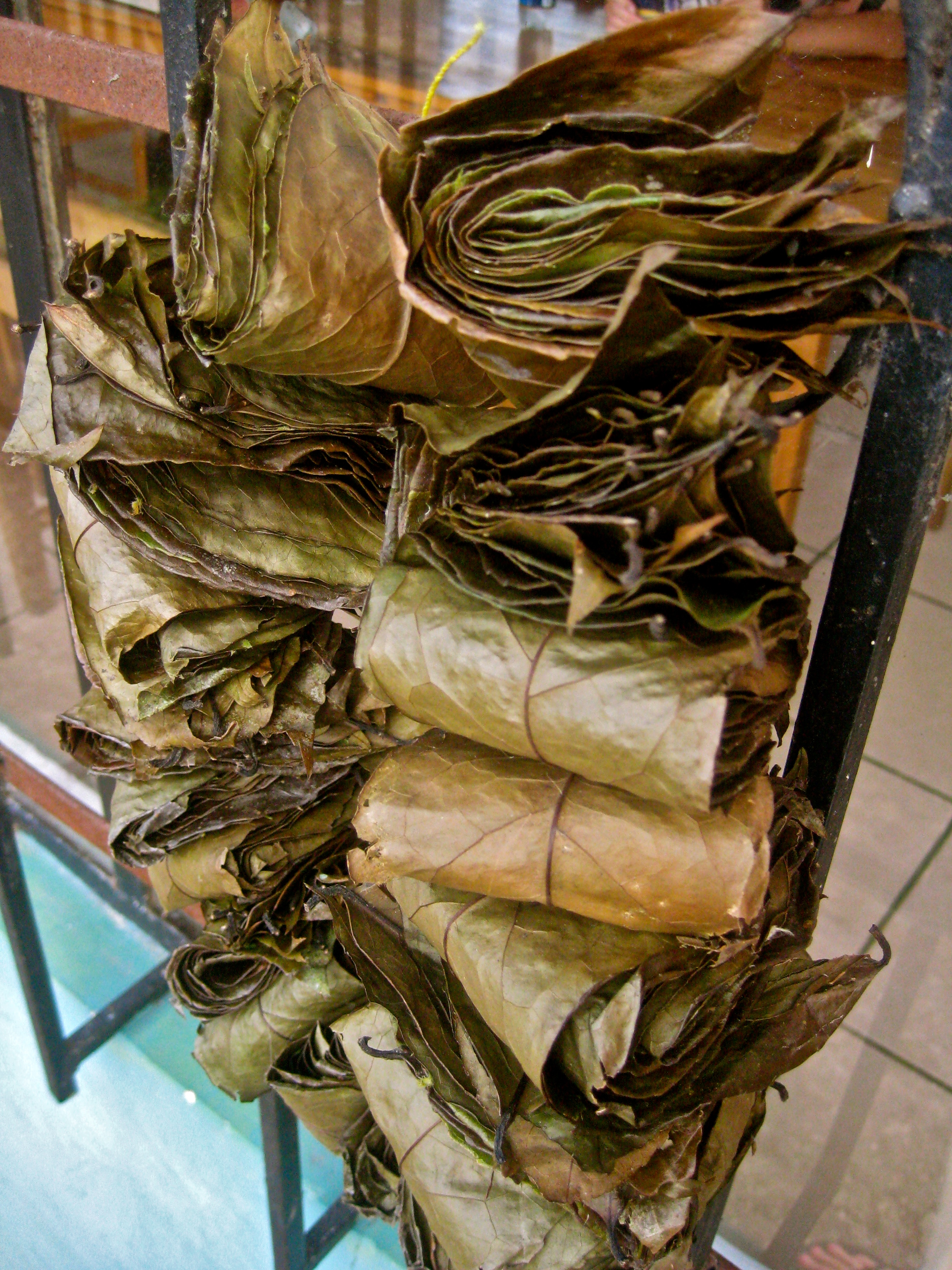
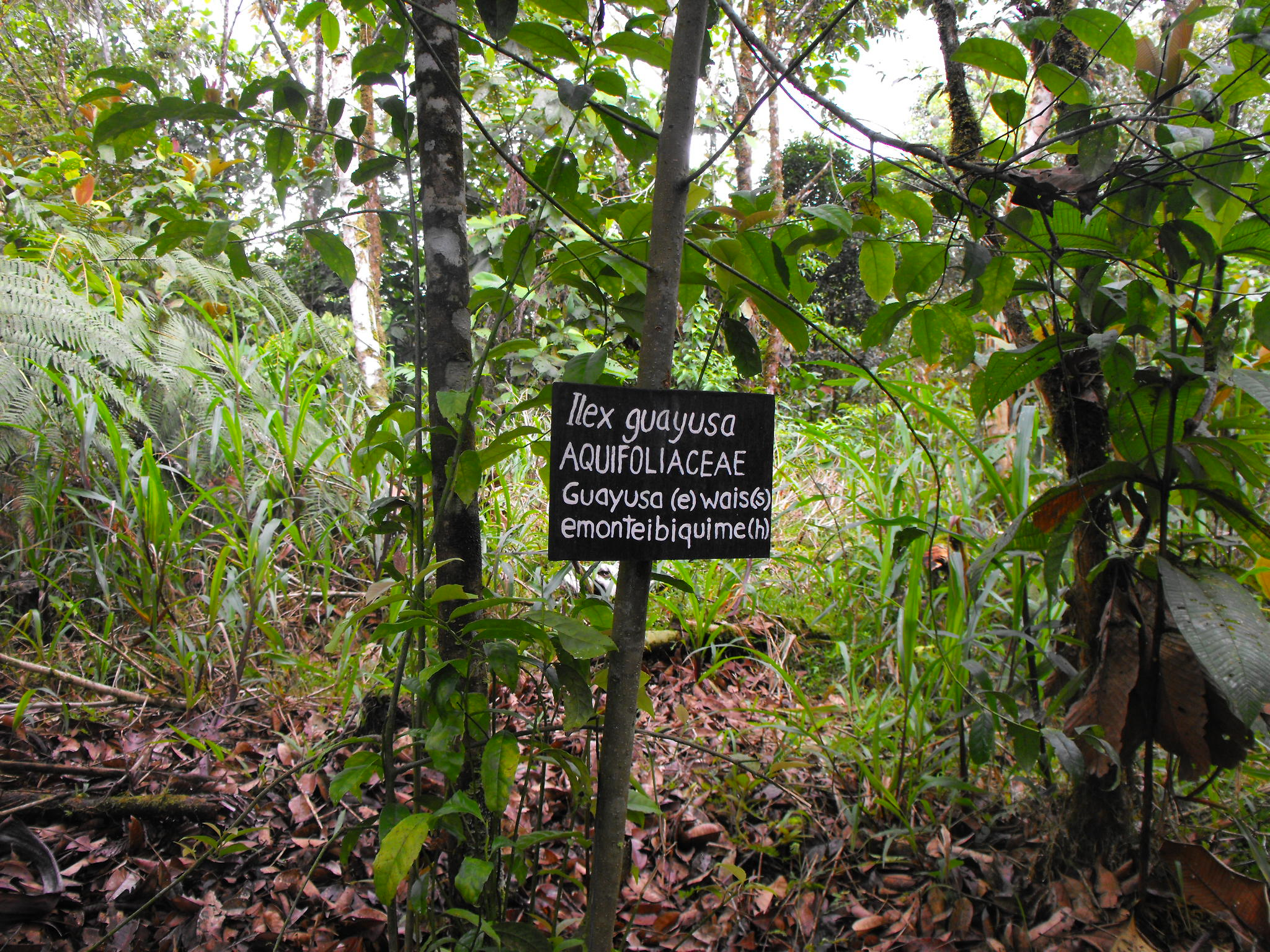